# Buccino

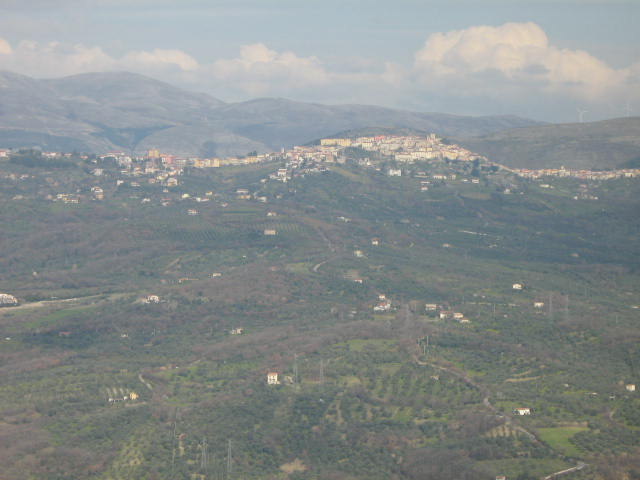
Blick auf Buccino

Buccino ist eine italienische Gemeinde mit 4516 Einwohnern (Stand 31. Dezember 2023) in der Provinz Salerno in der Region Kampanien. Sie ist Bestandteil der Comunità Montana Tanagro - Alto e Medio Sele.

## Geografie
Die Nachbargemeinden sind Auletta, Colliano, Palomonte, Romagnano al Monte, Salvitelle, San Gregorio Magno und Sicignano degli Alburni. Die Ortsteile sind Pianelle, San Giovanni, Teglia, Temponi und Tufariello.

## Städtepartnerschaften
- Hofheim am Taunus, Deutschland (seit 2008)
- Korinth, Griechenland